# Congreso de los Sóviets de Todo el Cáucaso
El Congreso Pancaucásico de los Sóviets  (en georgiano: საბჭოთა კავშირის სრულიად კავკასიური კონგრესი; en armenio: Սովետների համակովկասյան համագումար; en azerí: Ümum Qafqaz Sovetləri Konqresi; en ruso: Всекавказский съезд Советов) fue el órgano estatal supremo del poder legislativo de la República Socialista Federativa Soviética de Transcaucasia entre 1922 y 1936. Fue convocado por el Comité Ejecutivo Central Pancaucásico. En total hubo 7 convocatorias del Congreso Pancaucasiano de los Sóviets.

## Historia
El 13 de diciembre de 1922, el 1er Congreso Pancaucásico de los Sóviets, celebrado en Bakú, abolió a la República Democrática Federal de Transcaucasia, manteniendo la autonomía de sus repúblicas constituyentes. También aprobó la constitución de la RSFST, creó al Comité Ejecutivo Central Pancaucásico y al gabinete de la república, el Consejo de Comisarios del Pueblo, dirigido por Mamia Orajelashvili. El 30 de diciembre, la RSFS de Transcaucasia se unificó con la RSFS de Rusia, la RSS de Ucrania y la RSS de Bielorrusia para formar a la Unión de Repúblicas Socialistas Soviéticas. 
En 1936, tras las reformas a la Constitución de la Unión Soviética, la RSFS de Trancaucasia se disolvió y se separó en tres nuevas repúblicas (Armenia, Azerbaiyán y Georgia), por lo que el Congreso Pancaucásico de los Sóviets se transformó en los sóviets supremos de dichas repúblicas.

## Congresos[2]
- I Congreso Pancaucásico de los Sóviets (1922, Bakú)
- II Congreso Pancaucásico de los Sóviets (1924, Tiflis)
- III Congreso Pancaucásico de los Sóviets (1925, Tiflis)
- IV Congreso Pancaucásico de los Sóviets (1927, Tiflis)
- V Congreso Pancaucásico de los Sóviets (1929, Tiflis)
- VI Congreso Pancaucásico de los Sóviets (1931, Tiflis)
- VII Congreso Pancaucásico de los Sóviets (1934, Tiflis)